# The Nexus (lucha libre)
The Nexus, también conocido como The New Nexus fue un Stable Heel en la World Wrestling Entertainment/WWE, que compitió en la marca RAW. El grupo originalmente consistía de los ocho Rookies de la primera temporada de NXT y sus miembros cambiaron en varias ocasiones. Su objetivo inicial era obtener contratos para todos los miembros, salvo por el líder original de Nexus, Wade Barrett, quien ya tenía un contrato por haber ganado la primera temporada de NXT. Desde entonces el grupo antagonizó "RAW", con John Cena como su principal objetivo, quien forzadamente se convirtió en un miembro de Nexus vía una estipulación de la lucha en Hell in a Cell. Cada uno de los miembros portaba una banda en el brazo con la "N" de The Nexus.
En la edición del 3 de enero de 2011 de Raw, Barrett fue exiliado del grupo después de perder un combate en jaula de acero de triple amenaza contra Orton y King Sheamus para determinar el contendiente número uno por el Campeonato de la WWE, así como el liderazgo de Barrett, que perdió después de perder una lucha de sillas en TLC: Tables Ladders & Chairs en diciembre de 2010. CM Punk, la superestrella que terminó costándole a Barrett la lucha, se convirtió oficialmente en el nuevo líder, momento en el que el establo pasó a llamarse The New Nexus en un intento para distanciarse de The Nexus, convirtiéndose en un grupo unido y dedicado el uno al otro por fe. El grupo ganó el Campeonato de Parejas de la WWE tres veces, dos de ellas bajo el liderazgo de Barrett, mientras que Punk ganó el Campeonato de la WWE en su último combate con el stable en Money in the Bank el 17 de julio de 2011.

## Carrera

### World Wrestling Entertainment/WWE (2010-2011)

#### 2010

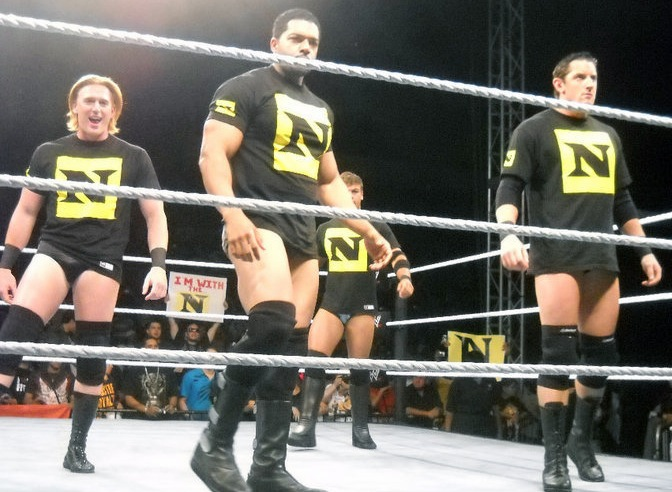
Nexus en el ring de la WWE.

En la edición del 7 de junio de RAW, el equipo debutó en la lucha estelar entre el Campeón de la WWE John Cena y CM Punk. Barrett dirigió el ataque contra Cena, Punk y el personal de la WWE, y durante el mismo, Daniel Bryan estranguló al anunciador del ring, Justin Roberts, con su corbata y luego le escupió en la cara a John Cena, causando que la WWE decidiera despedirlo por cometer acciones fuera de las normas de la empresa. Su ausencia fue explicada por Barrett, diciendo que Bryan había sentido remordimiento por lo cometido. El 8 de junio tomaron por asalto RAW atacando a The Miz, Christian y a un árbitro que se les unió.
El 14 de junio, The Nexus explicaron sus acciones como retribución por el mal trato que recibieron de la administración de la empresa durante NXT y exigieron contratos con la WWE. Bret Hart, quien en ese momento era Gerente General de RAW, no aceptó la demanda y despidió a Barrett. Como venganza contra Hart, The Nexus lo atacaron, subiéndolo a una limusina y chocándola contra otros coches, retirándole del programa. En Fatal 4-Way, The Nexus interfirieron en la lucha por el Campeonato de la WWE, atacando a Cena, Edge y Randy Orton, haciendo que el cuarto participante, Sheamus, usara la intervención para ganar la lucha y el título de la WWE.
El 21 de junio, el presidente de la WWE, Vince McMahon, despidió a Bret Hart, debido a su condición y nombró un nuevo Gerente General, quien optó por permanecer anónimo. El Gerente General inmediatamente les dio contratos a The Nexus y le volvió a dar la oportunidad titular a Barrett. Sin embargo, The Nexus continuaron con sus ataques hostiles, contra McMahon. El 28 de junio, el Gerente General ordenó que The Nexus no podían tocar a ninguna superestrella de la WWE y viceversa, así que atacaron a varios miembros del Salón de la Fama, entre ellos a Ricky Steamboat, en la presentación de su DVD. Durante su ataque, Gabriel le aplicó un "450º Splash", lesionándole y mandándole al hospital. El 5 de julio su líder Wade Barrett quiso hacer las paces con John Cena, pero este se negó y lo atacó. Primero, Cena estaba programado para enfrentarse a The Nexus en una lucha de handicap 7 contra 1 en la edición del 12 de julio de 2010 de Raw, pero Cena atacó a Darren Young la semana anterior, y posteriormente lo eliminó de la lucha programada de la semana siguiente, que se convirtió en una lucha de handicap 6 contra 1, que The Nexus ganó de todos modos y provocando la intervención en la lucha de Sheamus vs John Cena en Money in the Bank.

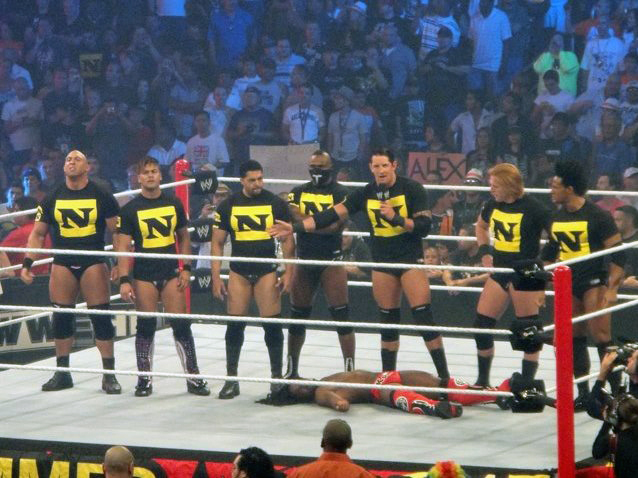
7 de los 8 miembros originales de Nexus (falta Daniel Bryan), de izquierda a derecha: Skip Sheffield, Justin Gabriel, David Otunga, Michael Tarver, Wade Barrett, Heath Slater y Darren Young.

El 19 de julio, Cena les pidió una tregua, pero le dieron una negativa y le invitaron a unirse al grupo, a lo que se negó. Seguidamente, Cena anunció que había formado un equipo para enfrentarse a ellos en el SummerSlam, siendo el propio Cena, Edge, John Morrison, R-Truth, The Great Khali, Chris Jericho y Bret Hart. El 9 de agosto atacaron a The Great Khali, haciendo que quedará fuera del equipo de RAW; por lo que en SummerSlam Daniel Bryan le sustituyó, siendo The Nexus derrotado. El día 16 de agosto en RAW, todos los miembros se enfrentaron en combates individuales o tag team a los miembros del Team WWE con la estipulación de que el que perdiera, ya no formaría parte del grupo. Cada miembro de The Nexus podía elegir a su oponente, salvo Wade Barrett que por orden del Gerente General luchó contra Chris Jericho. Todos los luchadores ganaron los encuentros, salvo Young, quien fue expulsado y seguidamente fue atacado por el resto de The Nexus. Además, el 18 de agosto, Sheffield sufrió una rotura de hueso en su pierna durante un house show, por lo cual se sometió a una operación, que lo ha mantenido apartado del ring durante unos meses dejando a The Nexus con solo cinco miembros activos de cara a septiembre. Tras esto, Barrett usó su oportunidad titular al ganar NXT en Night of Champions contra Sheamus, Randy Orton, Edge, Jericho y Cena, pero fue eliminado por Randy Orton quien ganó la lucha y el Campeonato de la WWE al eliminar también a Sheamus. Finalmente, Barrett y Cena se enfrentaron en un combate en Hell in a Cell en el que si perdía Cena, se uniría a The Nexus; pero si perdía Barrett, Nexus se disolvería. Durante la lucha, Barrett ganó gracias a la intervención de Husky Harris y Michael McGillicutty, dos novatos de la segunda temporada de NXT que luego se unirían a The Nexus en la edición del 25 de octubre de 2010 de Raw, por lo que Cena se unió a The Nexus.

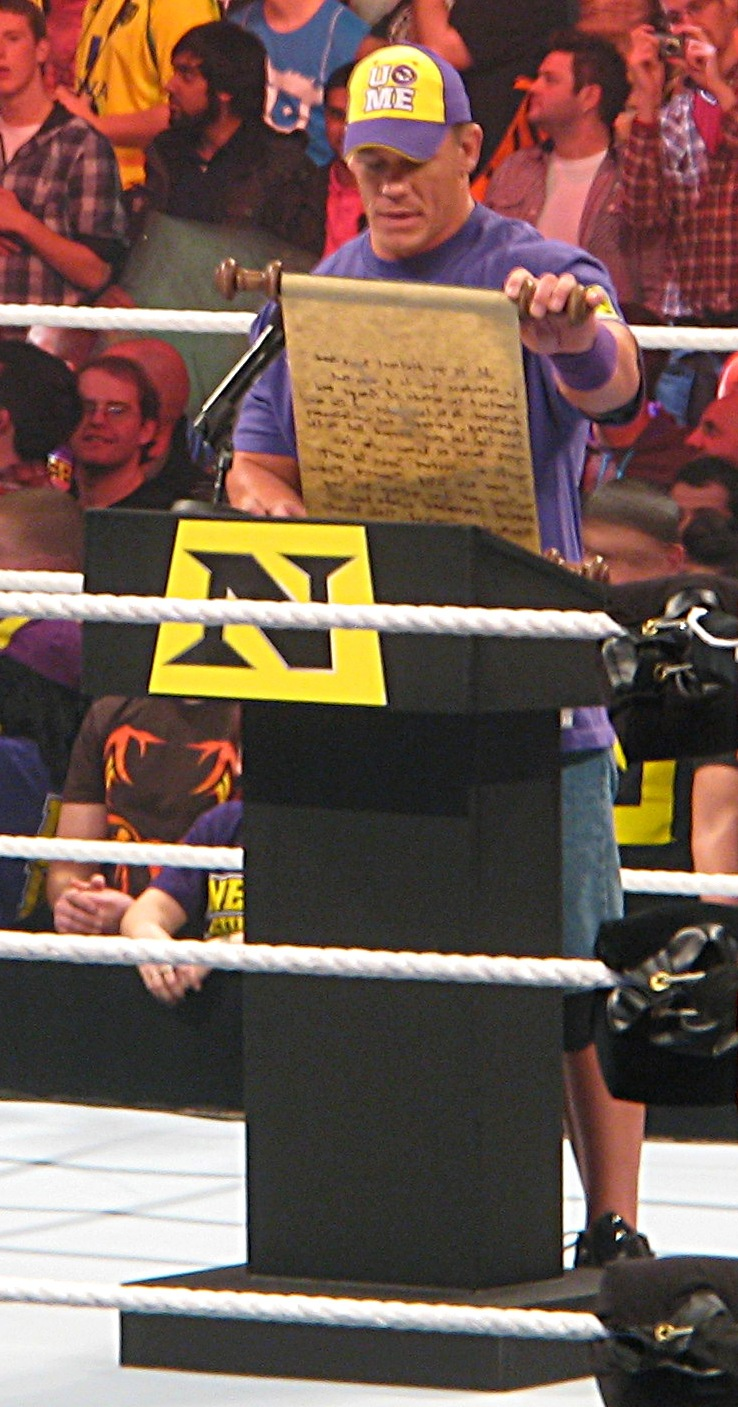
John Cena leyendo un discurso durante su etapa en el grupo.

Con la inclusión de Cena, The Nexus creyó controlada la situación pero en el mismo programa de inducción a Cena en el grupo, este atacó a Tarver, haciéndole desaparecer del grupo. En el segmento posterior, Barrett declaró que Cena le hizo un favor, ya que planeaba deshacerse de Tarver de todos modos, lo que implica que Tarver ya no era miembro. El gerente general anónimo de Raw declaró que Cena tenía que cumplir con las estipulaciones del combate Hell in a Cell y recibir órdenes de Barrett o ser despedido, Barrett le advirtió que si no le obedecía sería despedido; siendo plasmado esto una semana después en RAW en una battle royal por ser el contendiente al campeonato de la WWE en Bragging Rights, cuando Cena fue avergonzadamente obligado a apartarse del ring por Barrett, aunque la semana siguiente le dio a Cena la opción de estar en su esquina, aunque con la amenaza de despido en la mano si Barrett no derrotaba a Orton. En el evento Bragging Rights Cena & Otunga derrotaron a Cody Rhodes & Drew McIntyre convirtiéndose en los nuevos Campeones en Parejas; mientras por su parte Barrett derrotó a Orton por descalificación en el evento, cuando John Cena le atacó, por lo que no ganó el Campeonato de la WWE. Al día siguiente, se introdujo a Harris y McGillicutty como miembros oficiales de Nexus (como recompensa por haber ayudado a Barrett en Hell In A Cell), y Justin Gabriel & Heath Slater derrotaron a Cena & Otunga por orden de Wade Barrett por el Campeonato en Parejas, ganándolo. En la edición del 5 de noviembre de 2010 de SmackDown, Otunga quien había estado cuestionando el liderazgo de Barrett durante las últimas semanas desde que Barrett le costó a él y a Cena el Campeonato de Parejas de la WWE, llevó a Harris, McGillicutty, Gabriel y Slater a una segunda invasión de SmackDown, interrumpiendo un combate entre Edge y Alberto Del Rio, pero The Nexus luego fue derrotado en el evento principal en un combate en parejas de 5 contra 5 por Edge, Del Rio, The Big Show, Kane y Kofi Kingston. Barrett no aprobó la decisión de Otunga de llevar The Nexus a SmackDown y como resultado, lo obligó a defender su lugar en el grupo la semana siguiente. En la edición del 12 de noviembre de 2010 de SmackDown, gracias a la interferencia de Kane, Otunga derrotó a Edge en un combate de leñadores para mantener su lugar en The Nexus.

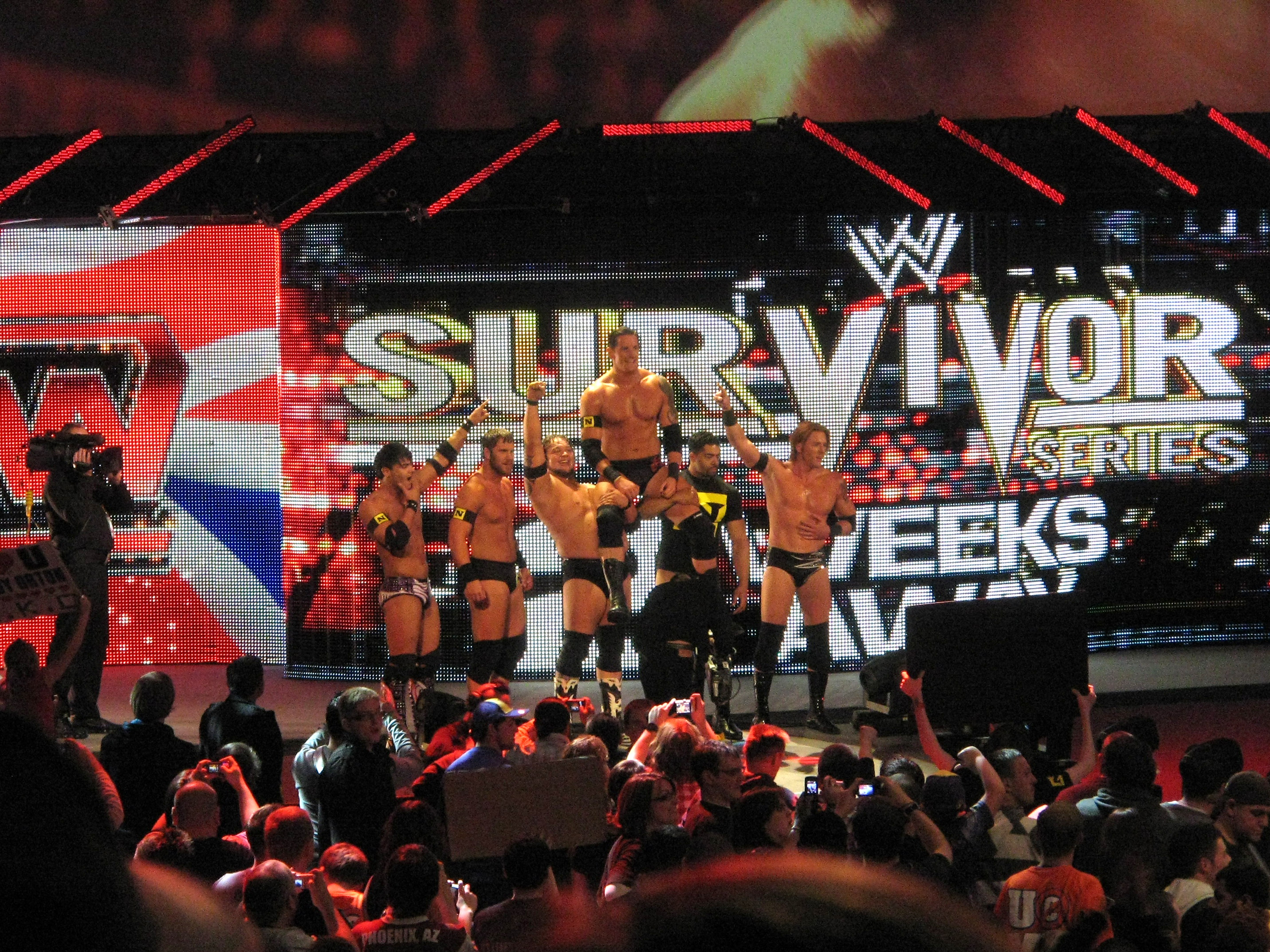
Nexus en Raw previo a Survivor Series

No obstante, Barrett le dio la opción a Cena de ser el árbitro especial de su combate en Survivor Series por el título de la WWE contra Orton con la condición de que si ganaba Barrett el título, Cena quedaría libre, pero si perdía sería despedido. Y en efecto, debido a las estipulaciones del combate entre Wade Barret y Randy Orton por el Campeonato de la WWE con John Cena como árbitro, al ganar la lucha, John Cena fue despedido de la WWE (kayfabe). Sin embargo, John Cena juró desde ese momento ir a por ellos. La noche siguiente en Raw, The Miz cobró su Money in the Banky se convirtió en Campeón de la WWE después de que Cena atacara a Barrett, lo que le permitió a Orton inmovilizar a Barrett y retener el título. A pesar de ser despedido por Barrett, Cena continuó apareciendo en Raw como titular de boletos en las semanas siguientes, causando interferencia en los combates. El 6 de diciembre el equipo conformado por Santino Marella & Vladimir Kozlov les ganaron a Gabriel & Slater el Campeonato en Parejas de la WWE debido a una interferencia de John Cena, quien atacó a ambos en el anterior programa. En esta lucha también participaron The Usos (Jimmy & Jey Uso) y Mark Henry & Yoshi Tatsu. Más tarde esa noche, Cena le informó a The Nexus que sus ataques contra ellos pueden detenerse, pero solo con la condición de que Barrett lo vuelva a contratar, provocando un motín dentro de The Nexus en el proceso. Queriendo que los ataques se detuvieran, Otunga, en nombre de The Nexus, le dio un ultimátum a Barrett de que a menos que trajera a Cena de vuelta, sería exiliado del grupo. En la edición del 13 de diciembre de 2010 de Raw, Barrett volvió a contratar a Cena por temor a ser exiliado por The Nexus, pero con la condición de que A. Cena se enfrente a Otunga en el evento principal y B. Barrett y Cena arreglen la cuenta en un Chairs Match en TLC: Mesas, escaleras y sillas. En el evento TLC: Tables, Ladders and Chairs, Santino Marella & Vladimir Kozlov vencieron a Gabriel & Slater por la intervención de los demás miembros de The Nexus y Barrett, más tarde perdió ese match. Dos semanas después, en RAW, CM Punk atacó a Cena con una silla, proclamándose nuevo líder de The Nexus.

#### The New Nexus (2011)

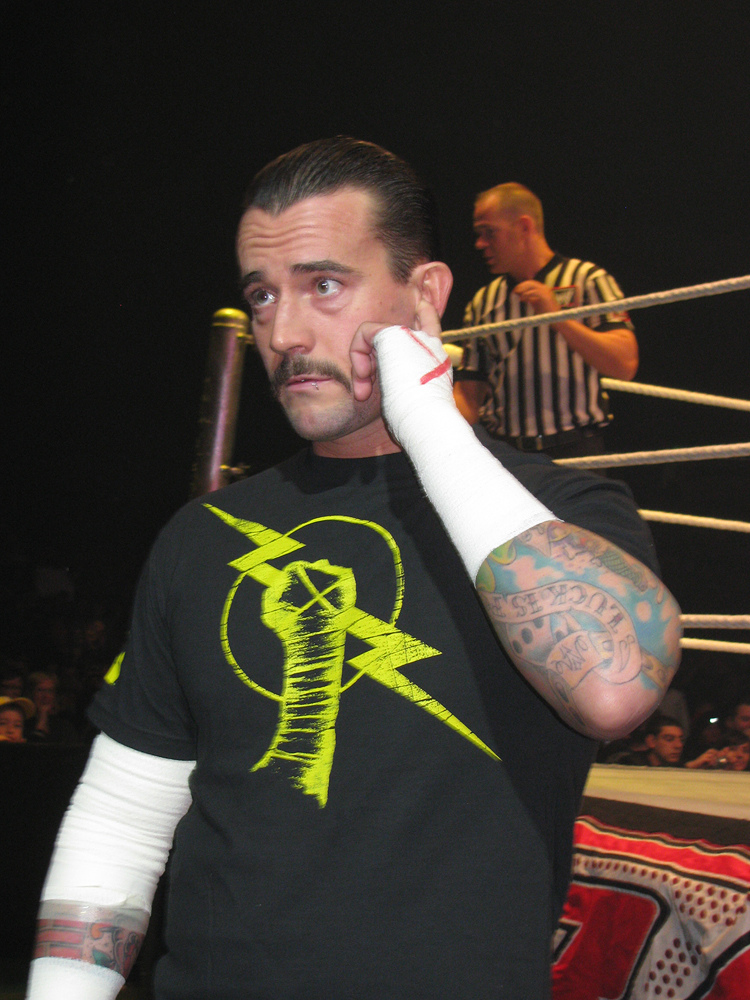
CM Punk con la camiseta de The New Nexus.

El 3 de enero de 2011, en RAW Barrett reclamó el liderazgo del grupo, por lo que Punk dijo que si derrotaba a Randy Orton y a Sheamus en un Steel Cage match, para nombrar un nuevo retador por el Campeonato de la WWE en el Royal Rumble sería el líder de nuevo, pero si era derrotado, saldría del grupo. Durante el combate, CM Punk acudió a ayudar a Barrett, pero le atacó, le quitó su cinta de nexus y le tiró desde lo alto de la jaula. Al final, Orton ganó el combate, por lo que Barrett fue expulsado del grupo. El 10 de enero los miembros de Nexus pasaron una iniciación creada por CM Punk, para ser miembros oficiales del grupo. A excepción de Gabriel y Slater, todos pasaron su prueba, por lo que Gabriel y Slater dejaron de pertenecer al grupo. La semana siguiente, se conoció un nuevo integrante, Mason Ryan, cambiándole poco después el nombre al grupo de "The New Nexus". Todos los miembros participaron en el Royal Rumble, donde entre todos eliminaron a 10 luchadores. Sin embargo, Harris fue eliminado por The Great Khali y los demás, por Cena. The New Nexus le costó a Orton su cláusula de revancha por el Campeonato de la WWE de The Miz, comenzando una pelea con él. El 31 de enero, Husky Harris y Michael McGillicutty obtuvieron una oportunidad por los campeonatos en parejas pero no lograron ganar, además esa misma noche, Randy Orton le dio una "Running Punt Kick" a Husky Harris, lesionándolo y siendo expulsado semanas más tarde. CM Punk clasificó para la Elimination Chamber Match, sin embargo, no pudo ganar, siendo el ganador, John Cena. Luego semana tras semana, Randy Orton lesionó a todos los miembros de los The New Nexus con "Running Punt Kicks" en el cráneo. En WrestleMania, CM Punk perdió contra Randy Orton, acabando Orton con todos los miembros de Nexus. El 11 de abril, David Otunga, Michael McGillicutty y Mason Ryan regresaron, volviendo a The Nexus e interfiriendo en una lucha entre Dolph Ziggler y Randy Orton, haciendo perder a Orton y lo atacaron después de la lucha. Luego en Extreme Rules Punk se enfrentó a Orton en un Last Man Standing Match, ganando Orton la lucha lo que puso fin a su feudo. Luego se empezaron a enfrentar a los campeones en parejas Big Show & Kane en las ediciones de Raw empezando un feudo. El 22 de mayo en Over the Limit, CM Punk y Mason Ryan fueron derrotados frente a Kane y Big Show en un combate por los Campeonatos en Parejas. Al día siguiente en Raw, The New Nexus se enfrentaron nuevamente a Big Show & Kane, esta vez representados por Otunga y McGillicutty logrando ganar los Campeonatos en Parejas de la WWE gracias a una distracción de The New Nexus. Poco después, Ryan sufrió una lesión, por lo que estuvo inactivo dejando el grupo. En la edición de Raw del 20 de junio de 2011 "Power to the People", Punk originalmente iba a ser nombrado el contendiente número uno para el Campeonato de la WWE de Cena, pero en cambio, se vio obligado a competir en un combate de triple amenaza con Alberto Del Rio y Rey Mysterio con una estipulación de Falls Count Anywhere votada por los fanáticos que ganó Punk revelando después del combate que su contrato con la WWE expiraría en Money in the Bank. El día 27 de junio, en la lucha principal, un Table match entre R-Truth y John Cena, Punk interfirió permitiendo que Truth se llevará la victoria sobre el campeón de la WWE. Después Punk hizo una promo criticando a muchos trabajadores y extrabajadores de la WWE, incluyendo a Vince McMahon, Stephanie McMahon, al mismo Cena y a Triple H. Antes de que Punk terminara de hablar se le cerró el micrófono y Raw salió del aire. Después de finalizar el programa, se anunció que Punk había sido suspendido indefinidamente tras esta "Pipebomb", como llamaron los aficionados a las declaraciones. Días más tarde se le retiró la suspensión gracias a John Cena, quedando definido el combate por el título en Money in the Bank. En el evento, Punk derrotó a Cena, llevándose el campeonato de la empresa y dejando el grupo. Así mismo, el 1 de agosto de 2011, Otunga & McGillicutty se enfrentaron a Santino Marella & Zack Ryder, haciendo su entrada con un nuevo tema, sin la camiseta ni la banda del brazo de Nexus, con una pantalla diferente sin el logo y siendo presentados solo como David Otunga & Michael McGillicutty, marcando el final del grupo.

### Reuniones esporádicas
En 2018, hubo una reunión de 3 miembros del grupo que fueron Fred Rosser (Darren Young), Michael Tarver y PJ Black (Justin Gabriel) para participar en el torneo de Chikara King of Trios, nombrados como The Nexus Alliance, en la primera ronda derrotaron a The Regime, pero en la siguiente fueron eliminados por Raiders of the Beyond.

## Campeonatos y logros

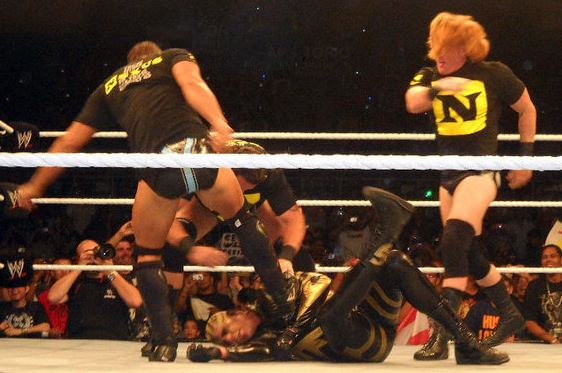
The Nexus atacando a Goldust

- World Wrestling Entertainment / WWE
  - WWE Championship (1 vez) - CM Punk
  - Ganador de NXT (1.ª temporada) - Wade Barrett
  - WWE Tag Team Championship (3 veces) - John Cena & David Otunga (1) - Justin Gabriel &  Heath Slater (1) - David Otunga (2) & Michael McGillicutty (1)
  - Slammy Award (1 vez)[12]
    - Shocker of the Year (2010) The debut of The Nexus[13]

- Pro Wrestling Illustrated
  - PWI Feudo del año - 2010, The Nexus vs. WWE
  - PWI Luchador más odiado del año - 2010